# Bibliographie sur Pierre Soulages
Cette page recense la majorité des ouvrages ou articles parus sur Pierre Soulages.

## Catalogues raisonnés
- Christian Labbaye et Georges Duby, Soulages : Eaux-fortes, lithographies 1952-1973, Paris, Yves Rivière, Arts et Métiers graphiques, 1974, 144 p. (ISBN 9782081550018) (premier catalogue raisonné des estampes de 1952 à 1973)
- Pierre Encrevé, Soulages. L'Œuvre complet, 4 vol. (catalogue raisonné de 1 554 œuvres) :

1. Peintures I : 1946-1959, Paris, Seuil, 1994
2. Peintures II : 1959-1978, Paris, Seuil, 1996
3. Peintures III : 1979-1997, Paris, Seuil, 1998
4. Peintures IV : 1997-2013, Paris, Gallimard, 2015

- Alfred Pacquement et Camille Morando, Soulages. L'Œuvre complet, peintures V : 2013-2022, Paris, Gallimard, 2025 (ISBN 978-2073074461)
- Pierre Encrevé, Soulages. Les Peintures. 1946-2006, Paris, Seuil, 2007 (réédition intégrale du texte qui accompagnait les reproductions des 1 174 toiles référencées dans les trois premiers volumes du précédent ouvrage, augmentée d'un chapitre concernant les 130 toiles de la période 1997-2006, mais avec beaucoup moins de reproductions)
- Pierre Encrevé, Soulages, l'œuvre imprimé, Paris, BnF éditions, 2003 ; réédition en 2011 et 2022 (catalogue raisonné de l'intégralité de l'œuvre imprimé dans les trois techniques de l'estampe : gravure, lithographie et sérigraphie)
- Pierre Encrevé, Soulages, les papiers du musée, Paris, Gallimard, 2014
- Benoît Decron, Œuvres sur papier, Rodez, Musée Soulages, 2018 ; réédition en 2022
- Alfred Pacquement, Benoît Decron, Nathalie Adamson, Éric de Chassey, Camille Morando, Pierre Encrevé et al., Les derniers Soulages: 2010-2022, Paris, Gallimard/Musée Soulages, 2023 (ISBN 9782073028198)

## Monographies
- Bernard Ceysson, Soulages, Paris, Flammarion, 1979 ; réédition augmentée en 1996
- Charles Juliet, Entretien avec Pierre Soulages, Paris, L'Échoppe, 1990
- Michel Ragon, Les Ateliers de Pierre Soulages, Paris, Albin Michel, 1990 ; réédition en 2004 ; réédition augmentée en 2024
- Hans Platschek (de), Soulages, Munich, Weltkunst und Bruckman, 1998
- Sandor Kuthy, Pierre Soulages, Célébration de la lumière, Paris, Skira/Seuil, septembre 1999
- Pierre Daix, Pierre Soulages, Neuchâtel, Ides et Calendes, coll. « Polychrome », 2003
- Russell Connor, Soulages : Au-delà du noir, Paris, Alvik éditions, novembre 2003
- Françoise Jaunin, Pierre Soulages. Outrenoir, Lausanne, La Bibliothèque des Arts, 2012

## Catalogues d'exposition

### 1950-1959
- (fr + en) Bernard Dorival, Soulages : First American One-Man Exhibition of Recent Paintings (catalogue de l'exposition à la Kootz Gallery de New York du 26 avril au 15 mai 1954), New York, Kootz Gallery, 1954
- Roger van Gindertael, Pierre Soulages, gouaches et gravures (plaquette de l'exposition à la galerie Berggruen avec le concours de la galerie de France. Le tirage a été limité à mille cinq cents exemplaires), Paris, Berggruen & Cie, octobre 1957, 23 p.

### 1960-1969
- (de) Werner Schmalenbach (de) et L.J.F. Wysenbeek (nl), Pierre Soulages (catalogue de l'exposition rétrospective du 12 décembre 1960 au 22 janvier 1961 à la galerie Kestnergesellschaft), Hanovre, Kestner-Gesellschaft, 1960
- (de) Eduard Hüttinger, Pierre Soulages (catalogue de l'exposition rétrospective du 3 au 31 mars 1961 au Kunsthaus de Zurich), Zurich, Kunsthaus, 1961
- (da) Haavard Rostrup, Soulages. Malerier og raderinger (catalogue de l'exposition à la Ny Carlsberg Glyptotek de Copenhague du 1er au 15 mai 1963), Copenhague, Ny Carlsberg Glyptotek, 1963
- Bernard Dorival, Soulages (catalogue de l'exposition, 26 reproductions dont 15 hors-texte et 7 en couleurs), Paris, Éditions du musée national d'art moderne, mars 1967, 36 p.
- (en) James Johnson Sweeney, Pierre Soulages – Paintings since 1963 (catalogue de l'exposition du 6 au 24 février 1968 à la Knoedler Gallery), New York, Knoedler & Co, 1968

### 1970-1979
- (da) Lars Rostrup Bøyesen, Soulages (catalogue de l'exposition du 24 février au 25 mars 1973 au Kunsten Museum of Modern Art Aalborg), Aalborg, Nordjyllands Kunstmuseum, 1973, 12 p.
- Léopold Sédar Senghor, Soulages, peintures-gravures-tapisseries (catalogue de l'exposition rétrospective du 29 janvier au 28 février 1975 à la Fondation Calouste-Gulbenkian de Lisbonne), Lisbonne, Fundaçao Calouste Gulbenkian, 1975
- Bernard Ceysson, Pierre Soulages (catalogue de l'exposition du 18 novembre au 20 décembre 1976 au Musée d'Art et d'Industrie de Saint-Étienne), Saint-Étienne, musée d'Art et d'Industrie, 1976, 58 p.
- Christian Labbaye et Marwan Hoss, Soulages (catalogue de l'exposition du 12 Juillet au 15 Septembre 1978), Vallauris, Galerie Madoura, juillet 1978, 14 p.
- Alfred Pacquement et Pontus Hultén, Soulages, Peintures récentes (catalogue de l'exposition au Centre Pompidou du 17 octobre au 31 décembre 1979), Paris, Musée national d'Art moderne/éditions du Centre Pompidou, 1979, 68 p. (ISBN 978-2-85850-023-9)

### 1980-1989
- (da) Mogens Andersen (en), Soulages (catalogue de l'exposition rétrospective au Kunsthal Aarhus (en) du 4 au 26 septembre 1982), Aarhus, Arhus Kunstforening af 1847, 1982
- (nl) John Sillevis, Pierre Soulages (exposition, catalogue de l'exposition au Pulchri Studio de La Haye du 4 juillet au 11 août 1985), La Haye, Pulchri Studio, 1985
- Gilbert Dupuis, Pierre Soulages peintre, Pierre Soulages graveur (catalogue de l'exposition à la galerie Art et Essai de l'Université de Haute Bretagne Rennes 2 du 21 janvier au 26 février 1986), Rennes, université Rennes-II, janvier 1986
- Charles Juliet, Pierre Soulages. Peintures de 1984 à 1986 (catalogue de l'exposition à la galerie de France du 18 octobre au 13 décembre 1986), Paris, Galerie de France, 1986, 64 p.
- (fr + en + de) Thierry Raspail, Georges Duby, Pierre Encrevé, Henri Meschonnic, Clément Rosset et Werner Meyer, Pierre Soulages oeuvres (catalogue de l'exposition au Musée d'art contemporain de Lyon du 22 mai au 2 juillet 1987), Lyon, Musée Saint-Pierre Art contemporain, mars 1987, 163 p.

### 1990-1999
- Bernard Marcadé, Soulages réaliste (catalogue de l'exposition Pierre Soulages, Octobre 1992 à Paris du 15 octobre 1992 au 9 janvier 1993), Galerie de France, 1992, 100 p.
- (fr + en) Jean-Louis Andral, Pierre Encrevé, Robert Fleck, Donald Kuspit, William Rubin et Suzanne Pagé, Soulages. Noir lumière (catalogue de l'exposition au Musée d'Art moderne de Paris du 11 avril au 23 juin 1996), Paris, Musée d'Art Moderne, décembre 1996, 256 p. (ISBN 978-2-87900-281-1)
- Michel Bepoix et Bruno Duborgel, Pierre Soulages, l'œuvre gravé, 1951-1996 (catalogue de l'exposition Pierre Soulages, l'œuvre gravé à la Galerie Espace 13 d'Aix-en-Provence du 1er janvier au 30 mars 1997), Marseille, Conseil départemental des Bouches-du-Rhône, janvier 1997, 120 p. (ISBN 978-2-91111-107-5)

### 2000-2009
- Bernard Ceysson, Soulages. Peintures 1999 – 2000 (catalogue catalogue de l'exposition à la Galerie Alice Pauli de Lausanne du 26 mai au 29 juillet 2000), Lausanne, Galerie Alice Pauli, mai 2000, 68 p.
- Alain Mousseigne, Pierre Encrevé, Henri Meschonnic et David Quéré, Soulages, 82 peintures (catalogue de l'exposition au musée Les Abattoirs de Toulouse du 17 novembre 2000 au 22 février 2001), Toulouse, Les Abbatoirs, novembre 2000, 128 p. (ISBN 978-2-91439-701-8)
- (fr + ru) Albert Kostenevitch, Mikhaïl Piotrovski, Pierre Encrevé, Jean-Claude Marcadé et Suzanne Pagé, Soulages, Lumière du noir (catalogue de l'exposition rétrospective au Musée de l'Ermitage de Saint-Pétersbourg du 29 mai au 30 juin 2001), Paris, Paris-Musées, éditions des musées de la Ville de Paris, mai 2001, 104 p. (ISBN 978-2-87900-562-1)
- (fr + en) Serge Lemoine et Françoise Heilbrun, Correspondances – Pierre Soulages, Gustave Le Gray (catalogue de l'exposition au Musée d'Orsay du 26 octobre 2004 au 23 janvier 2005), Paris, Éditions Hazan, 2004, 45 p. (ISBN 978-2-85025-972-2)
- (en + fr) John Yau, Pierre Soulages: Works On Paper (exposition, catalogue de l'exposition du 4 mai au 25 juin 2005 à la Galerie Haim Chanin Fine Arts de New York), New York, Robert Miller Gallery, 2005, 32 p. (ISBN 978-0-97179-028-5)
- (en) Brook Adams, Pierre Soulages, Outrenoir (catalogue de l'exposition du 5 mai au 11 juin 2005 à la Galerie Robert Miller (en) de New York), New York, Robert Miller Gallery, mai 2005, 68 p. (ISBN 0-944680-74-7)
- Pascal Lansberg, Soulages (catalogue de l'exposition à la galerie Pascal Lansberg de Paris du 16 octobre au 12 décembre 2009), Paris, Galerie Pascal Lansberg, octobre 2009, 75 p.
- Gilbert Dupuis, Estelle Pietrzyk et Michel Ragon, Soulages. Le temps du papier (fascicule de l'exposition, catalogue de l'exposition au Musée d'Art moderne et contemporain de Strasbourg du 31 octobre 2009 au 3 janvier 2010), Paris, Éditions Cercle d'Art, novembre 2009, 224 p. (ISBN 978-2-70220-925-7)

### 2010-2019
- Pierre Encrevé (dir.) et Alfred Pacquement (dir.), Soulages (exposition, Paris, Centre national d'art et de culture Georges Pompidou, Galerie 1, 14 octobre 2009-8 mars 2010), Centre Pompidou, 2009 (ISBN 978-2-84426-387-2) — réédition revue et augmentée, 2011  (ISBN 978-2-84426-552-4).
- (en) Jon Yau et Mel Gooding, Pierre Soulages, New paintings (catalogue de l'exposition du 24 juin au 1er septembre 2010 à la Galerie Bernard Jacobson de Londres), Londres, Bernard Jacobson Gallery, 2010
- Éric de Chassey, Soulages (catalogue de l'exposition Pierre Soulages. Peintures 2008 – 2012 du 26 avril au 21 juillet 2012 à la Galerie Alice Pauli de Lausanne), Lausanne, Galerie Alice Pauli, mai 2012 (ISBN 978-2-83991-032-3)
- Éric de Chassey et Sylvie Ramond, Soulages XXIe siècle (exposition, catalogue de l'exposition Soulages XXIe siècle du 12 octobre 2012 au 28 janvier 2013 au Musée des Beaux-Arts de Lyon dossier de presse), Paris, Éditions Hazan, octobre 2012, 216 p. (ISBN 978-2-75410-677-1)
- (fr + en) Véronique David (dir.), Laurence de Finance (dir.) et al., Chagall, Soulages, Benzaken... : Le vitrail contemporain (exposition, catalogue de l'exposition à la Cité de l'architecture et du patrimoine de Paris du 20 mai au 21 septembre 2015), Paris, Liénart/Cité de l'architecture et du patrimoine, mai 2015, 240 p. (ISBN 2-35906-134-8)
- (fr + en) Pierre Encrevé et Mario-Andreas von Lüttichau, Soulages. Peintures 2013-2015 (exposition, catalogue de l'exposition du 16 octobre 2015 au 2 janvier 2016 à la galerie Karsten Greve de Paris), Paris, Galerie Karsten Greve, 2015, 62 p.
- Éric de Chassey, Vibration of Space. Heron, De Staël, Hartung, Soulages (catalogue de l'exposition du 25 mai au 9 juillet 2016 à la Galerie Waddington Custot), Londres, Waddington Custot (en), mai 2016, 124 p. (ISBN 978-0-95766-128-8)
- Alfred Pacquement, Pierre Nora et Camille Morando, Soulages au Louvre (catalogue de l'exposition du 11 décembre 2019 au 9 mars 2020), Paris, Éditions Gallimard/Musée du Louvre éditions, novembre 2019, 166 p. (ISBN 978-2-07285-470-5)

### 2020-2026
- Jean-Gérard Bosio (dir.), Adrien Bossard et al., Pierre Soulages, La puissance créatrice (exposition, catalogue de l'exposition à l'Espace culturel Lympia de Nice du 8 février au 23 août 2020 catalogue), Nice, Éditions Snoeck/Conseil départemental des Alpes-Maritimes, février 2020, 104 p. (ISBN 978-9-46161-600-5)
- (fr + de) Frédéric Bussmann (dir.), Udo Kittelmann (dir.), Alfred Pacquement (dir.) et al., Soulages. Malerei 1946-2019 (exposition, catalogue de l'exposition du 28 mars au 25 juillet 2021 au Musée am Theaterplatz de Chemnitz), Berlin, DCV, octobre 2020, 216 p. (ISBN 978-3-969120-12-5)
- Gilles Dyan et Fatiha Amer, Pierre Soulages, Une expérience au présent (catalogue de l'exposition du 6 mai au 12 juin 2021 à l'Opera Gallery de Paris), Paris, Opera Gallery, mai 2021, 79 p.
- Benoît Decron et Antonia Talmann-Lindner, Hommage à Pierre Soulages – Ausgewählte Arbeiten aus dem graphischen Œuvre (exposition, catalogue de l'exposition du 1er septembre au 21 octobre 2023 à la Galerie Boisserée de Cologne), Cologne, Galerie Boisserée, septembre 2023 (ISBN 978-3-938907-79-5)
- Bernard Blistène, Pierre Soulages / John Chamberlain (dossier de presse, catalogue de l'exposition du 14 septembre au 21 décembre 2024 à la Galerie Karsten Greve de Paris catalogue), Paris, Le Solitaire-Galerie Karsten Greve, septembre 2024, 104 p. (ISBN 978-3-940824-83-7)
- Musée Fabre (dir.) et al., Pierre Soulages, La rencontre (dossier de presse, catalogue de l'exposition rétrospective au Musée Fabre de Montpellier du 28 juin 2025 au 4 janvier 2026), Montpellier, Éditions Snoeck, juin 2025, 272 p. (ISBN 978-9-46161-974-7)
- Alfred Pacquement, Pierre Soulages : peintures sur papier (catalogue de l'exposition rétrospective au Musée du Luxembourg du 16 septembre 2025 au 11 janvier 2026), Paris, Gallimard, coll. « Découvertes Gallimard Carnet d'expo », septembre 2025 (ISBN 978-2-07312-190-5)

## Autres ouvrages
- Roger Van Gindertael, Pierre Soulages, gouaches et gravures, Paris, Berggruen & Cie, octobre 1957
- Hubert Juin, Soulages, Paris, Georges Fall, coll. « Le Musée de poche » (1re éd. 1958)
- Michel Ragon, Soulages, les peintures sur papier, Paris, Éditions Hazan, coll. « Peintres d'aujourd'hui » (1re éd. 1962)
- Jean Grenier, Entretiens avec dix-sept peintres non figuratifs, Paris, Calmann-Lévy (1re éd. 1963) ; rééd. aux Éditions Folle Avoine, 1990
- Pierre Astier et Louis Goldaine (préf. Pierre Restany), Ces peintres vous parlent, Paris, Les Éditions du temps, 1964, 200 p.
- Raymond Bayer, Entretiens sur l'Art abstrait, Genève, Pierre Cailler, 1964
- Pierre Schneider, Les Dialogues du Louvre, Paris, Éditions Denoël, mai 1972, 326 p. (ISBN 978-2-20721-737-5); réédition augmentée, Adam Biro, 1991
- James Johnson Sweeney, Soulages, Lausanne, éditions Ides et Calendes, 1972
- Bruno Duborgel, Pierre Soulages, sans titre, la présence, Lyon, Michel Chomarat, novembre 1993, 133 p. (ISBN 978-2-90818-523-2)
- Jean-Louis Andral, Pierre Encrevé, Robert Fleck et Donald Kuspit (en) (préf. Suzanne Pagé), Soulages : noir lumière, Paris, Paris Musées, 1996, 248 p. (ISBN 2-87900-281-8)
- Jean Arrouye, Maryline Desbiolles, Georges Duby, Gilbert Dupuis et Bernard Muntaner, Une œuvre de Pierre Soulages, Marseille, Muntaner, coll. « Iconotexte », 1998, 119 p.
- Nathalie Reymond, La Lumière et l'Espace, Paris, Adam Biro, 1999
- Jacques Laurans, Pierre Soulages. Trois lumières, Tours, Farrago, 1999 ; réédition, éditions Verdier poche, 2009
- Henri Meschonnic, Le Rythme et la lumière avec Pierre Soulages, Paris, éditions Odile Jacob, 2000 (ISBN 978-2-738-10862-3, DOI 10.3917/oj.mesch.2000.01)
- Jean-Michel Le Lannou, Soulages, la plénitude du visible, Paris, Éditions Kimé, avril 2001
- Patrick Vauday, La Matière des images. Soulages : la mise à l'œuvre du réel, Paris, Éditions L'Harmattan, 2001
- Marie Renoue, Sémiotique et perception esthétique : Pierre Soulages et Sainte Foy de Conques, Limoges, Presses universitaires de Limoges et du Limousin, décembre 2001
- Patrick Vauday, La peinture et l'image. Y a-t-il une peinture sans image ? La peinture de Pierre Soulages, Nantes, éditions Pleins Feux, 2002
- Michael Peppiatt, Rencontre avec Pierre Soulages, Paris, L'Échoppe, avril 2004
- Guy Marester, Un éternel regard, Creil, Éditions Dumerchez, septembre 2005
- Bruno Duborgel, Pierre Soulages, la planche noire de lumière, Saint-Julien-Molin-Molette, Jean-Pierre Huguet éditeur, mai 2006; réédition en septembre 2023
- Gérard de Cortanze (chapitre intitulé : Pierre Soulages, la nudité plus un tableau), L'Atelier intime, Éditions du Rocher, septembre 2006, 279 p. (ISBN 978-2-26805-932-7)
- Jean-Michel Le Lannou, La Forme souveraine. Soulages, Valéry et la puissance de l'abstraction, Paris, Éditions Hermann, 2008
- Pierre Encrevé, Les Soulages du musée Fabre, Paris, Gallimard, 2008
- Bruno Duborgel, Pierre Soulages - Brou de noix, Saint-Julien-Molin-Molette, Jean-Pierre Huguet éditeur, décembre 2008
- Pierre Encrevé, Soulages – 90 peintures sur toiles/ 90 peintures sur papier (dans un coffret sérigraphié, 182 illustrations couleurs), Gallimard, 2009
- Xavier Isle de Beauchaine, Soulages – Album de l'exposition, parcours en images d'une sélection d'œuvres, texte de Pierre Soulages « Image et signification », 270 × 270, version bilingue français/anglais, Éditions du Centre Pompidou, 2009
- Jeanne Faton (et 6 auteurs), Soulages, L'Objet d'Art hors-série no 47, Éditions Faton, octobre 2009
- Michel Ragon, Pierre Soulages, coll. « Ateliers d’artistes », photographies de Vincent Cunillère 80 illustrations couleurs, couverture en carton brut sérigraphié, édition bilingue français/anglais, Thalia Édition, novembre 2009
- Estelle Pietrzyk et Gilbert Dupuis, Soulages, le temps du papier, Cercle d'art/MAMCS, novembre 2009
- Dominique Marin, Le Désir du peintre, entretien avec Pierre Soulages, Revue L'en-je lacanien no 15, Éditions Érès, 2010
- Claude Pélissier, Conques, la couleur dans les vitraux de Soulages, éditions de L'Harmattan, 2012
- Geneviève Vidal, Soulages/Variations, dessins de Pierre Lacôte, Zhor éditions, 2013
- Chieko Hasegawa, Les grands maîtres de l'art moderne et Chieko Hasegawa: Rencontres, Éditions du Chêne, octobre 2013
- Henri Darasse, Soulages, la peinture. Poétique de l’accident, Nîmes, Lucie éditions, 2014
- Lydie Dattas, La Blonde, les icônes barbares de Pierre Soulages, Paris, Éditions Gallimard, 2014
- (en) Sean Sweeney, Philippe Ungar et Harry Cooper, Soulages in America, New York, Dominique Levy Gallery, juillet 2014 (ISBN 0986060623)
- Robert Briatte, Joseph Delteil et Pierre Soulages, Lille, Invenit, 2015, 104 p. (ISBN 978-2-91869-874-6)
- Pierre Duterte, Pierre Soulages au fil de l'amitié, Paris, Michel de Maule, juin 2016, 104 p. (ISBN 978-2-87623-653-0); réédition revue et augmentée en 2019
- Michel Pastoureau, Pierre n'a plus peur du noir, Toulouse, Éditions Privat, coll. « collection jeunesse », juin 2016, 24 p. (ISBN 978-2-70896-336-8)
- Michel Onfray, Féeries Sétoises : Géographie sentimentale, Paris, éditions dans la boîte, novembre 2016, 96 p. (ISBN 979-1-09193-307-0)
- Bruno Duborgel, L'Art de Pierre Soulages. Approches, Paris, Bernard Chauveau édition, 2017
- Raphaël Gatel et Manon Lutanie, Soulages in Japan (édition bilingue anglais/japonais), Les Presses du Réel, 2017
- Robert Fleck et Hans Ulrich Obrist, Pierre Soulages, Manuella éditions, novembre 2017, 192 p. (ISBN 978-2-91721-783-2)
- Bruno Duborgel, Pierre Soulages. Présences d’outrenoir, Saint-Étienne, Le Réalgar, coll. « L'Orpiment », juillet 2019, 76 p. (ISBN 979-1-09136-579-6)
- Christian Bobin, Pierre, Paris, Éditions Gallimard, octobre 2019, 96 p. (ISBN 978-2-07286-658-6)
- Pierre Encrevé & Alfred Pacquement, Soulages au Louvre, Éditions Gallimard, 2019
- Alain Badiou, Pierre Soulages : un peintre affirmationniste ?, Paris, Éditions du Centre Pompidou, coll. « Écrits », 2019
- Yveline Fumat, Peut-on expliquer Soulages ?, Montpellier, Presses universitaires de la Méditerranée, 2019 (ISBN 978-2-36781-293-9)
- Jacques Bellefroid, Soulages : Encre noire sur pages blanches, Paris, Éditions du Canoë, octobre 2019 (ISBN 978-2-49025-112-4)
- Aliocha Wald Lasowski, Dialogue avec Alain Badiou sur l'Art et sur Pierre Soulages, Paris, Cercle d'art, novembre 2019 (ISBN 978-2-70221-114-4)
- (en) Brooks Adams, Pierre Soulages: A Century, New York, Dominique Levy Gallery, décembre 2019, 188 p. (ISBN 978-1-94437-931-5)
- Caroline Gaudriault, Soulages, nos reflets. Motif à une introspection, Paris, Éditions Paradox, décembre 2019, 76 p. (ISBN 978-2-91525-967-4)
- Jean-Michel Le Lannou, Voir infiniment : Malevitch, Klein, Soulages, Paris, Éditions Hermann, décembre 2019 (ISBN 978-2-70569-781-5)
- Jean-Yves Tayac, Soleil Agissant, Sol Agens, Soulages : Poésies autour des œuvres de Pierre Soulages, Daidalon éditions, décembre 2019, 117 p. (ISBN 978-2-95519-384-6)
- Olivier Margot (et 71 auteurs), Ce All Black nommé Soulages, Mille Sources, juin 2020
- Bruno Duborgel, Soulages, dix-neuf peintures au Louvre, Paris, Bernard Chauveau édition, 2020
- Laure Schwartz-Arenales, Philippe Boudin, Fabienne Fravalo, Shinya Maezaki et Tanabe Chikuunsai IV, Éloge de la lumière, 5 Continents éditions, Milan, 2021
- Philippe Porret, Au fil de soi : Char, Juarroz, Soulages, Misubayashi, Campagne Premiere, 2022
- Marie Rouanet, Les dits de Pierre Soulages, Saint-Affrique, Éditions Fleurines, juillet 2022, 44 p. (ISBN 978-2-91269-095-1)
- Bruno Duborgel, Soulages et l'art lointain chinois, Paris, Bernard Chauveau édition, septembre 2022, 112 p. (ISBN 978-2-36306-309-0)
- Nathalie Reymond, Pierre Soulages.Dans l'intimité de l'œuvre et Entretiens, Montpellier, Méridianes, coll. « Textes », juillet 2023, 192 p. (ISBN 978-2-49396-804-3)
- Bruno Duborgel, Pierre Soulages - Les claires-voies du noir sur noir, Saint-Julien-Molin-Molette, Jean-Pierre Huguet éditeur, coll. « Les Sept Collines », octobre 2023, 130 p. (ISBN 978-2-35575-307-7)
- Christian Heck, Présence de la lumière inaccessible. Les vitraux de Conques et la peinture de Pierre Soulages, Lyon, Fage éditions, octobre 2023, 128 p. (ISBN 978-2-84975-757-4)
- Philippe Ungar, Soulages en Amérique, Paris, Éditions du Chêne, 2023, 130 p. (ISBN 978-2-81230-771-3)
- Jean-Yves Tayac et Christophe Hazemann, Soulages. Le pas de côté, Méridianes, coll. « Liber », juin 2024, 95 p. (ISBN 978-2-49396-812-8)
- Jean-Marie Picard et Benoît Decron, Pierre Soulages, des brèves et des échos, Rodez, Éditions musée Soulages, juin 2024

## Articles

### Revues
- (de) Marietta Schmidt, « Französische abstrakte Malerei  », magazine Weltkunst (de), Berlin, p. 8, 19 mars 1949.
- Michel Ragon, « Les expositions », Paru, no 52,‎ juillet 1949, p. 150.
- Pierre Descargues, « En l'honneur de Léonard », Les Lettres françaises, no 422,‎ juillet 1952.
- Sam Hunter, « Pierre Soulages », The Art Digest (en), p. 10, 1er mai 1954.
- Bernard Dorival, « Soulages », La Table ronde, no 77,‎ mai 1954.
- Michel Ragon, « Soulages », Cimaise, no 3,‎ janvier-février 1956, p. 17-21.
- James Fitzsimmons, « Art », Arts & Architecture, tome LXXIII, no 5, Los Angeles, mai 1956.
- Jacques Lassaigne, « Réalisme de Soulages », XXe siècle, no 7,‎ juin 1956, p. 51-53 (lire en ligne).
- Hubert Juin, « Pierre Soulages », Entretiens sur les lettres et les arts, no 9,‎ 1957.
- Léopold Sédar Senghor, « Pierre Soulages », Les Lettres nouvelles, no 58,‎ mars 1958 (lire en ligne).
- Jean Grenier, « Idées de Soulages », Preuves, Paris, no 105,‎ novembre 1959, p. 63-64.
- Jean Grenier, « Du noir en général et du noir en particulier chez Soulages », XXe siècle, no 13,‎ janvier 1960.
- (en) Pierre Schneider, « Pierre Soulages, Seven Drawings », The Paris Review, no 23,‎ 1960.
- Jean Leymarie, « Soulages », Art International (en), vol. IV, no 5, p. 18-30, mai 1960.
- Hubert Juin, « Soulages », Pour l'art, Lausanne, no 72,‎ mai-juin 1960.
- Roger van Gindertael, « Pierre Soulages », Quadrum, Bruxelles, no 8,‎ juin 1960.
- Michel Ragon, « Soulages », Le Jardin des Arts, no 68,‎ juin 1960, p. 24-31.
- Jacques Lassaigne, « Affirmation de Soulages », La Pensée française,‎ septembre 1960.
- Roger Vailland, « Comment travaille Pierre Soulages ? », revue L'Œil, no 77, mai 1961, rééd. dans Chronique d'Hiroshima à Goldfinger, tome II, 1984, et Les Cahiers Roger Vailland.
- Pierre Guéguen, « Soulages, du graphisme large au clair obscur rythmique », Aujourd'hui. art et architecture, no 33,‎ octobre 1961, p. 14-23.
- Pierre Buraglio, Hubert Juin et Jean Cassou, « Le Procès à Pierre Soulages », entretien avec Pierre Soulages, revue Clarté, no 43, mai 1962, p. 27-32.
- Roger Vailland, « Le Procès à Pierre Soulages », article daté février 1962, revue Clarté, no 43 de mai 1962 ; rééd. dans Le Regard froid, 1963 ; rééd. dans Chronique d'Hiroshima à Goldfinger, tome II, 1984.
- Pierre Schneider, « Au Louvre avec Pierre Soulages », Preuves, no 143,‎ janvier 1963, p. 51.
- Robert Élie, « Peintres de Paris », Vie des arts, no 32,‎ 1963, p. 44-51.
- Gérald Gassiot-Talabot, « Pierre Soulages », Cimaise, no 68,‎ avril 1964, p. 12-26.
- Pierre Cabanne, « Soulages et Arp prix Carnegie 1964 : Revanche de l'École de Paris », Arts,‎ novembre 1964.
- Pierre Cabanne, « Un grand peintre d'avenir dans le passé », Arts & Loisirs, no 79,‎ 29 mars 1967, p. 34-36 (lire en ligne).
- Georges Boudaille, « Rien que la peinture : Pierre Soulages », Les Lettres françaises, no 1176,‎ 30 mars 1967, p. 24.
- Georges Boudaille, « Les leçons d'une exposition », entretien avec Pierre Soulages », Les Lettres françaises, no 1184,‎ 23 mai 1967, p. 34-35.
- Marcelin Pleynet (sur Hantaï, Magritte, Miró, Soulages), « L'Europe avec et sans l'Europe », Art International, Vol. XII, no 10,‎ 20 décembre 1968, p. 30-34.
- Léon Granville, « Entretien avec Pierre Soulages », Plaisir de France,‎ mai 1972.
- Georges Boudaille, « L'Art n'a pas besoin d'anecdote, entretien avec Pierre Soulages », Les Lettres françaises, no 1438,‎ 31 mai 1972, p. 23-24.
- Pierre Daix, « La victoire de Soulages », Les Lettres françaises, no 1441,‎ 21 juin 1972.
- Paule Gauthier, « Soulages, graveur, lithographe », Cimaise, nos 113-114,‎ septembre-décembre 1973, p. 76-81.
- Dominique Ferriot, « Soulages et l'eau-forte », L'Œil, no 233,‎ décembre 1974, p. 52-54.
- Léopold Sédar Senghor, « La puissance créatrice de Soulages », Éthiopiques, no 2,‎ 1975  — discours prononcé le 29 novembre 1974 pour l'inauguration de l’exposition Soulages au Musée dynamique de Dakar. Reproduit dans de Saint-Cheron et Séguéla 2019, p. 40-49.
- Gérald Gassiot-Talabot, Claude Bouyeure, Jean-Max Albert et Jean-Louis Pradel, « Soulages », Opus international, no 57,‎ octobre 1975
- Georges Duby, « Soulages », Les Cahiers du Mnam, no 3, Paris, Éditions du centre Pompidou, janvier-mars 1980.
- Catherine Millet, « Pierre Soulages, la peinture au présent », Art Press, no 34,‎ février 1980, p. 10-11.
- Pierre Soulages, « Le prétendu métier perdu », Le Débat, no 14,‎ juillet 1981, p. 77-82.
- Serge Fauchereau et Édouard Ruiz, « Un discours autour. Entretien avec Pierre Soulages », Digraphe, no 32,‎ mars 1984, p. 110 (lire en ligne).
- Éliane Escoubas, « Enduire-Induire ou la "physionomie" de la peinture. A propos des peintures "noir sur noir" de Pierre Soulages », La Part de l'œil, no 1,‎ 1985.
- Pierre Soulages, « Lettre sur les lavis de Hugo », Europe, no 671,‎ mars 1985, p. 101-103.
- Frédéric Edelmann, « Entretien avec Pierre Soulages », Beaux Arts Magazine, no 40,‎ novembre 1986, p. 38-43.
- Pierre Daix, « Des gravures qui changent le regard », Poésie 87, no 16,‎ janvier 1987.
- Jean-Luc Chalumeau et Catherine Flohic, « Pierre Soulages », Eighty, no 17,‎ mars 1987.
- Françoise-Claire Prodhon, « Entretien avec Pierre Soulages », Flash Art, no 133,‎ avril 1987, p. 107-109.
- Joseph-Guy Poletti, « Magie noire à Lyon : à propos des « Grands formats » de Pierre Soulages », Critique, no 487,‎ décembre 1987, p. 1087-1090.
- Bernard Ceysson, « Les années 50 et aujourd'hui, entretien avec Pierre Soulages », Le Débat, no 50,‎ mai 1988, p. 280-288.
- Maïten Bouisset, « Pierre Soulages : peintures », Artstudio, no 9,‎ juin 1988.
- Pierre Soulages, « Lumière et espace intérieur », Traverses, no 46,‎ mars 1989, p. 80-85.
- Pierrette Bloch et David Quéré, « Pierre Soulages : des choses et d'autres », Galeries Magazine, no 52,‎ décembre 1992-janvier 1993, p. 54-61 et 106-107.
- Jean-Philippe Domecq, « La Preuve par l'œuvre (Viola, Tapies, Soulages…) », Esprit, no 2,‎ février 1995, p. 68-76.
- Pierre Encrevé, « Les éclats du noir », entretien avec Pierre Soulages », Beaux Arts Magazine hors-série,‎ mars 1996.
- Éric de Chassey, « Soulages au noir », Beaux Arts Magazine, no 144,‎ avril 1996, p. 74-81.
- Bernard Noël, « Pierre Soulages : le pur parler de la peinture », Cimaise, nos 240-241,‎ avril 1996.
- Bernard Paquet, « Pierre Soulages : Entre l'ombre et la lumière », Vie des arts, no 164,‎ 1996, p. 22-24 (lire en ligne).
- Marie Renoue, « « Des stries et du noir » aux rythmes et aux lumières. Une description de sept peintures de Pierre Soulages », Protée, no 3, Volume 27,‎ 1999, p. 110-118 (lire en ligne).
- Éliane Burnet, « Pierre Soulages, un autre territoire de l'abstraction », Ligeia, dossiers sur l’art, nos 37-40,‎ 2001, p. 9-24.
- (en) Natalie Adamson, « Pierre Soulages, the Nouvelle École de Paris and Painting 202 x 143 cm, 6 November 1967 », Art Bulletin of Victoria, no 41, 2002.
- Patrick Vauday, « La lumière comme matière. Entretien avec Pierre Soulages », revue Rue Descartes, no 38,‎ 15 août 2002, p. 112-117 (lire en ligne).
- Pierre Wat, « Visite privée au musée Fabre avec Pierre Soulages », Beaux Arts Magazine, no 275,‎ mai 2007, p. 97-101.
- Jacques Bellefroid, « Pierre Soulages », La Nouvelle Revue française, no 584,‎ janvier 2008.
- Philippe Piguet, « Soulages, la lumière dans le noir », L'Œil, no 601,‎ avril 2008 (lire en ligne).
- Alain Georges Leduc, « Roger Vailland et la fabrique de la peinture », Revue des ressources,‎ 5 mars 2009.
- Pauline Mérange, « Pierre Soulages à Lausanne – Le noir transmuté », Cimaise, no 293,‎ mars 2009.
- Fabrice Bousteau, « Un après-midi avec Pierre Soulages », Beaux Arts Magazine, no 304,‎ octobre 2009, p. 74-79.
- Georges Raillard, « L'Espace Soulages », La Quinzaine littéraire, no 1002, novembre 2009.
- Pierre Soulages (propos recueillis par Marion Boudon-Machuel), « Regard sur l’histoire de l’art », Perspective, no 4,‎ 2009, p. 491–493 (DOI 10.4000/perspective.1256, lire en ligne)
- Jacques-Alain Miller, « Soulages le réfractaire », entretien avec Pierre Encrevé et Pierre Soulages, La Cause Freudienne, no 75, 2010, p. 135-167.
- Roger Bruyeron, « Les écrits de Soulages », revue Philosophique no 14, 2011.
- (en) Ananda Shankar Chakrabarty, « Pierre Soulages’s Ultrablack Paintings: The Matter of Presence », RACAR, no 1, vol. 36,‎ 2011, p. 5-16 (lire en ligne).
- Michèle Pichon, « Un « grand rêveur du noir » : Pierre Soulages », Bulletin de l'Association Internationale Gaston Bachelard, no 15, 2013.
- Patrice Bardot, « Gesaffelstein & Pierre Soulages : noirs désirs », Tsugi, no 67,‎ mars 2014, p. 84-88.
- Philippe Piguet, « Soulages la conscience de l'histoire », L'Œil, no 668,‎ mai 2014.
- Henri Darasse, « Le plastique noir dans l'atelier de Pierre Soulages », La Rencontre, revue des Amis du Musée Fabre, no 109,‎ 2014, p. 6-10 (lire en ligne).
- Antoine Perrot, « "Comme une manche retournée demeure une manche" (Aragon) : Pierre Soulages / Claude Briand-Picard », Pratiques picturales, no 3,‎ décembre 2016 (lire en ligne).
- Giuseppe Di Natale, « Pierre Soulages et Édouard Jaguer. Œuvres et contexte dans l'art français d'après-guerre », Revue de l'art, no 199,‎ mars 2018, p. 55-66.
- Michaël de Saint-Cheron, « Hommage à Soulages pour ses 99 ans », La Règle du jeu,‎ août 2018 (lire en ligne)
- Guy Boyer, « Hommage à Soulages », Connaissance des arts, no 787,‎ décembre 2019.
- Isabelle Dillmann, « Entretien avec Pierre Soulages, « Le bâtisseur de lumière » », Revue des Deux Mondes,‎ décembre 2019.
- Stéphane Renault, « Le Siècle Soulages », The Art Newspaper (en), no 14,‎ décembre 2019.
- Anne-Cécile Sanchez, « Pierre Soulages, lumineux gardien des ténèbres », L'Œil, no 729,‎ décembre 2019.
- Virginie Chuimer-Layen, « Kunth/Soulages : l'Art et les sciences », La Gazette Drouot,‎ 13 février 2020.
- Christophe Rioux, « Soulages le visiteur du noir », Études, no 4269,‎ mars 2020, p. 109.
- « Pierre Soulages », Univers des arts, no 202,‎ printemps 2021, p. 40-41.
- Itzhak Goldberg, « La fortune critique de Soulages », Le Journal des arts, no 598,‎ 2 novembre 2022.
- Christophe Comentale, « Pierre Soulages et l'art contemporain chinois : confrontation de signes Est-Ouest », Art & Métiers du Livre, no 356,‎ mai-juin 2023, p. 32-39.
- Ariane De Wilde, « Les derniers Soulages à Rodez », L'Éléphant,‎ juin 2023.
- Stéphanie Perris, « Le dernier Soulages à Rodez », La Gazette Drouot,‎ 11 juillet 2023
- Bérénice Geoffroy-Schneiter, « Soulages : une exposition éblouissante dévoile les dernières œuvres du maître du noir-lumière », Connaissance des arts,‎ 26 juillet 2023
- Pauline Hélou-de La Grandière, Mathieu Thoury et Lionel Simonot, « Les noirs de Pierre Soulages », Technè,‎ décembre 2023, p. 36-49 (lire en ligne)
- Lucien Chancel, « Montpellier : bientôt une grande exposition sur Pierre Soulages, la première rétrospective depuis la mort du maître de l'outrenoir », Connaissance des arts,‎ 15 avril 2025.

### Presse généraliste
- Charles Estienne, « Peinture et vernissages », Combat, p. 4, Paris, 25 mai 1949.
- Pierre Descargues, « Soulages déménage », La Tribune de Lausanne,‎ 18 août 1957.
- (en) Dore Ashton, « Art: Soulages Paintings; Recent Work by Young Member of 'Paris School' on View at Kootz Gallery », The New York Times,‎ 15 novembre 1957, p. 24.
- André Fermigier, « Le noir n'est pas si noir », Le Nouvel Observateur,‎ 29 mars 1967.
- Raymond Cogniat, « L'art de Soulages est un art difficile à pénétrer », Le Figaro,‎ 30 mars 1967.
- Pierre Dumayet, « Entretien avec Pierre Soulages », Le Figaro littéraire,‎ 30 mars 1967.
- (en) Gene Baro, « Pierre Soulages: His Own Man », The Washington Post,‎ 12 février 1972.
- (en) Benjamin Forgey, « The Art of Pierre Soulages. Setting the Record Straight », The Evening Star,‎ 24 février 1972.
- Jacques Michel, « La peinture concrète de Soulages », Le Monde,‎ 21 juin 1972.
- France Huser, « La Neige était noire … un grand entretien avec Pierre Soulages », Le Nouvel Observateur,‎ 12 mai 1981.
- Jean-Louis Pradel, « Nous avons visité le Musée d'Orsay avec Pierre Soulages », L'Événement du jeudi,‎ 1987, p. 82-84.
- Jacques Bouzerand, « Pierre Soulages, la peinture passion », Le Point, no 901,‎ 25 décembre 1989.
- Philippe Dagen, « La peinture et son double : Pierre Soulages expose des toiles récentes et quelques cartons des vitraux de Conques », Le Monde,‎ 31 octobre 1992, p. 17.
- Olivier Cena, « Cette blanche lumière enfin capturée », Télérama, no 2318,‎ 15 juin 1994, p. 52-55.
- Philippe Dagen, « Art sacré : Rencontre avec Pierre Soulages : les fenêtres du temps », Le Monde,‎ 16 juin 1994.
- Josyane Savigneau, « Soulages aux origines », Le Monde,‎ 9 décembre 1994.
- Hervé Gauville, « Pierre Soulages voyage au bout du noir. Rétrospective "officielle" pour l'un des plus grands peintres français », Libération,‎ 12 avril 1996.
- Mathilde La Bardonnie, « Pierre Soulages, Noir Héraut », Libération,‎ 21 février 2000.
- Philippe Dagen, « Soulages rallume en couleurs la lutte entre le noir et la lumière », Le Monde,‎ 13 décembre 2002.
- Jean Pierrard, « Entretien avec Pierre Soulages », Le Point, no 1585,‎ 31 mars 2003.
- Gérard-Georges Lemaire, « Pierre Soulages au fond de la rétine de Roger Vailland », Les Lettres françaises,‎ 2005.
- Christophe Donner, « Entretien avec Pierre Soulages », Le Monde 2,‎ 3 février 2007.
- Marie-Dominique Lelièvre, « Soulages, fondu au noir », Libération,‎ 17 octobre 2009, p. 4-7.
- Vincent Noce, « Soulages : «Je ne dépeins pas, je peins » », Libération,‎ 18 janvier 2013.
- (en) Zoe Stillpass, « Pierre Soulages », Interview, 7 mai 2014.
- (en) Stephen Heyman, « Pierre Soulages: Master of Black, Still Going Strong », The New York Times, 20 mai 2014.
- Bernard Géniès, « Pierre Soulages : l'enfant de Rodez », Le Nouvel Observateur, no 2585,‎ 22 mai 2014.
- Marc Sagaert, « Pierre Soulages : « la peinture comme humanisation du monde » », Les Lettres françaises, no 119,‎ 9 octobre 2014.
- Éric Tariant, « Pierre Soulages, peintre cistercien », Le Temps,‎ 13 juillet 2018.
- Hélène Trespeuch, « Comment Pierre Soulages est devenu un peintre contemporain », AOC,‎ 21 décembre 2018.
- Yasmine Youssi, « L'invité : Pierre Soulages », Télérama, no 3626,‎ 13 juillet 2019.
- Arnaud Laporte et Éric de Chassey, « Rencontre : Pierre Soulages, portrait de l'artiste en jeune homme », Vanity Fair, 21 novembre 2019.
- Valérie Duponchelle, « Un maître, un prophète, un virtuose... Comment Pierre Soulages était-il perçu à l'étranger ? », Le Figaro du 26 octobre 2022.
- Jean-Philippe Domecq, « Hommage : "Le noir, c’est Soulages et Soulages, c’est le noir" », Marianne du 27 octobre 2022.
- Florian Fischbacher, « Pierre Soulages, «une expérience sans fin» », Le Temps du 27 octobre 2022.
- Michel Onfray, « Pierre Soulages, le dernier impressionniste », Front Populaire,‎ 30 octobre 2022.
- Stéphanie Belpêche, « Immortel Pierre Soulages », Le Journal du dimanche,‎ 20 août 2023.
- Daniel Schick, « Pierre Soulages, le roi du noir », La Tribune,‎ 5 mai 2024.

## Crédit auteurs
- Cet article est partiellement ou en totalité issu de l'article intitulé « Pierre Soulages » (voir la liste des auteurs).